# モンズーン
モンズーン (Monsun) は西ドイツで生産された競走馬。ドイツで2400メートルのG1競走を3勝し、引退後は種牡馬として成功を収めた。
モンズン、モンスン、モンスーンなどと表記される場合もある。

## 経歴

### 競走馬時代

#### 1992年、1993年（2歳、3歳）
2歳時の1992年8月に競走馬デビュー戦を迎え、デビュー初戦で初勝利を挙げた。その後は一般競走を3戦走り1勝して2歳を終えた。
3歳時の1993年は、4月にシュタイゲンベルガーホテル大賞 (G3) をペーター・シールゲンの騎乗により制し重賞競走初勝利を挙げ、準重賞競走で2着、ヘルティ大賞 (G2) と準重賞競走を連勝して7月にはドイチェスダービーに挑んだが、同じ厩舎に所属するランドに敗れて2着だった。その後マイケル・キネーンが騎乗してアラルポカルを制してG1競走初勝利を挙げると、次走の一般競走1着を経て9月にオイロパ賞を制してG1競走2勝目を挙げた。オイロパ賞後はレースに出走しなかったが当年にG1競走を2勝したことが評価されてドイツの年度代表馬に選出された。

#### 1994年（4歳）
復帰戦となった5月のゲルリンク賞 (G2) を制したもののその後はG1戦線で惜敗が続いたが、9月にオイロパ賞連覇を達成した。

#### 1995年（5歳）
前年と同じく4月のゲルリンク賞 (G2) から始動して連覇を達成し、5月のバーデン経済大賞 (G2) で6着を経て、6月にハンザ賞 (G2) を制して重賞競走8勝目を挙げた。しかし次走の8月に行われたアラルポカルでウインドインハーヘアに敗れて6着となり、この競走を最後に競走馬を引退した。

### 種牡馬時代
6歳となった1996年より種牡馬となり、ドイツにあるシュレンダーハン牧場で繋養された。
産駒は初年度の1997年に誕生したサムムが自身が勝てなかったドイチェスダービーを2000年に制すなど初年度産駒から活躍馬を輩出し、その後もドイツを中心に産駒が活躍しており、2002年にはドイツのリーディングサイアーとなっている。また、サムムを含め後継種牡馬も多く残しブランドフォード系の中でのほぼ唯一の隆盛血統となっている。
日本には2011年現在競走馬としての産駒はピュアブリーゼ（2011年優駿牝馬2着）などがいる。繁殖牝馬としての産駒も数頭輸入されており、G1を6勝したスタセリタの産駒であるソウルスターリングが2016年の阪神ジュベナイルフィリーズを優勝している。
2012年9月11日、重度の急性神経疾患を発症したことにより安楽死処分された。22歳だった。

## 年度別競走成績
- 1992年（2歳） 4戦2勝
- 1993年（3歳） 8戦6勝
  - 1着 シュタイゲンベルガーホテル大賞 (G3) 、ヘルティ大賞 (G2) 、アラルポカル (G1) 、オイロパ賞 (G1)
  - 2着 ドイチェスダービー (G1)
- 1994年（4歳） 7戦2勝
  - 1着 ゲルリンク賞 (G2) 、オイロパ賞 (G1)
  - 2着 アラルポカル (G1) 、バーデン大賞 (G1) 、コンセイユドパリ賞 (G2)
- 1995年（5歳） 4戦2勝
  - 1着 ゲルリンク賞 (G2) 、ハンザ賞 (G2)

## 表彰
- ドイツ年度代表馬（1993年）
- ドイツリーディングサイアー（2002年、2004年、2006年の計3回）

## 主な産駒
- 1997年生
  - Samum / サムム（2000年ドイチェスダービー、バーデン大賞、種牡馬）
  - Network[1] / ネットワーク（種牡馬として障害競走のG1優勝馬を輩出[1]）
- 1999年生
  - Guadalupe / グアダループ（2002年イタリアオークス）
  - Salve Regina / サルヴェレジーナ（2002年ディアナ賞）
- 2001年生
  - Amarette / アマレット（2004年ディアナ賞、ほか重賞競走1勝）
  - Le Miracle / ルミラクル（2007年カドラン賞、ほか重賞競走1勝）
  - Shirocco[1] / シロッコ（2004年ドイチェスダービーなどG1競走4勝、ほか重賞競走2勝、種牡馬）
- 2002年生
  - Anna Monda / アナモンダ（2005年ヴィトリアディカプア賞、ほか重賞競走3勝）
  - Floriot / フロリオット（2006年リディアテシオ賞）
  - Manduro[1] / マンデュロ（2007年イスパーン賞などG1競走3勝、ほか重賞競走5勝、種牡馬）
  - Royal Highness / ロイヤルハイネス（2007年ビヴァリーD・ステークス、ほか重賞競走2勝）
- 2003年生
  - Gentlewave / ジェントルウェイヴ（2006年デルビーイタリアーノ、ほか重賞競走1勝、種牡馬）
  - Getaway[1]  / ゲッタウェイ（2009年ドイツ賞、バーデン大賞ほか重賞競走4勝、障害競走用種牡馬[1]）
  - Schiaparelli[1] / スキャパレリ（2006年ドイチェスダービーなどG1競走5勝、ほか重賞競走4勝、種牡馬）
- 2006年生
  - Stacelita[1] / スタセリタ（2009年サンタラリ賞、ディアヌ賞、ヴェルメイユ賞、2010年ジャンロマネ賞、2011年ビヴァリーD・ステークス、フラワーボウルインビテーショナルステークス）
- 2008年生
  - Maxios / マキシオス（2013年イスパーン賞、ムーラン・ド・ロンシャン賞、ほか重賞競走2勝）
- 2009年生
  - Novellist / ノヴェリスト（2012年ジョッキークラブ大賞、2013年サンクルー大賞、キングジョージ6世&クイーンエリザベスステークス、バーデン大賞ほか重賞競走3勝）
- 2010年生
  - Protectionist / プロテクショニスト（2014年メルボルンカップ、2016年ベルリン大賞、ほか重賞競走3勝）

### 母父としての主な産駒
- 2006年生
  - Night Magic / ナイトマジック（2009年ディアナ賞、2010年バーデン大賞）-父Sholokhov
- 2008年生
  - Colour Vision / カラーヴィジョン（2012年アスコットゴールドカップ、ほか重賞競走1勝）-父Rainbou Quest
  - Sortilege / ソルティレージュ（2012年リディアテシオ賞）-父Tiger Hill
- 2009年生
  - Pastorius / パストリアス（2012年ドイチェスダービー、ダルマイヤー大賞、2013年ガネー賞）-父Soldier Hollow
- 2010年生
  - Lucky Speed / ラッキースピード（2013年ドイチェスダービー）-父Silvano
  - Mille Et Mille / ミルエミル（2015年カドラン賞）-父Muhtathir
- 2011年生
  - Guiliani / ジュリアーニ（2015年ダルマイヤー大賞）-父Tertullian
  - Sea The Moon / シーザムーン（2014年ドイチェスダービー）-父Sea The Stars
  - Sirius / シリウス（2014年ベルリン大賞）-父Dahing Blade
- 2012年生
  - Guignol / ギニョール（2016年バイエルン大賞、2017年バーデン大賞、バイエルン大賞）-父Cape Cross
- 2013年生
  - Shraaoh / シュラオー（2019年シドニーカップ）-父Sea the Stars
- 2014年生
  - Waldgeist / ヴァルトガイスト（2019年凱旋門賞などG1競走4勝）-父Galileo
  - ソウルスターリング（2016年阪神ジュベナイルフィリーズ、2017年優駿牝馬）-父Frankel
- 2015年生
  - Wild Illusion / ワイルドイリュージョン（2017年マルセルブサック賞、2018年ナッソーステークス、オペラ賞）-父Dubawi
- 2018年生
  - Yibir / ユビアー（2021年ブリーダーズカップ・ターフ）-父Dubawi
  - Trawlerman / トローラーマン（2025年アスコットゴールドカップ）-父Golden Horn
- 2019年生
  - Vadeni / ヴァデニ（2022年ジョッケクルブ賞、エクリプスステークス）-父Churchill

## 血統表
| モンズーンの血統ブランドフォード系 / Kaiserkrone・Kaiseradler 4×4=12.50%、Hyperion 5×5=6.25% | モンズーンの血統ブランドフォード系 / Kaiserkrone・Kaiseradler 4×4=12.50%、Hyperion 5×5=6.25% | モンズーンの血統ブランドフォード系 / Kaiserkrone・Kaiseradler 4×4=12.50%、Hyperion 5×5=6.25% | （血統表の出典） | （血統表の出典） |
| 父 Konigsstuhl 1976 黒鹿毛                                                                   | 父の父Dschingis Khan 1961 鹿毛                                                               | Tamerlane                                                                                    | Persian Gulf     | Persian Gulf     |
| 父 Konigsstuhl 1976 黒鹿毛                                                                   | 父の父Dschingis Khan 1961 鹿毛                                                               | Tamerlane                                                                                    | Eastern Empress  |                  |
| 父 Konigsstuhl 1976 黒鹿毛                                                                   | 父の父Dschingis Khan 1961 鹿毛                                                               | Donna Diana                                                                                  | Necker           | Necker           |
| 父 Konigsstuhl 1976 黒鹿毛                                                                   | 父の父Dschingis Khan 1961 鹿毛                                                               | Donna Diana                                                                                  | Donatella        |                  |
| 父 Konigsstuhl 1976 黒鹿毛                                                                   | 父の母Konigskronung 1965 黒鹿毛                                                              | Tiepoletto                                                                                   | Tornado          | Tornado          |
| 父 Konigsstuhl 1976 黒鹿毛                                                                   | 父の母Konigskronung 1965 黒鹿毛                                                              | Tiepoletto                                                                                   | Scaret Skies     |                  |
| 父 Konigsstuhl 1976 黒鹿毛                                                                   | 父の母Konigskronung 1965 黒鹿毛                                                              | Kronung                                                                                      | Orymp            | Orymp            |
| 父 Konigsstuhl 1976 黒鹿毛                                                                   | 父の母Konigskronung 1965 黒鹿毛                                                              | Kronung                                                                                      | Kaiserkrone      |                  |
| 母 Mosella 1985 鹿毛                                                                         | 母の父Surumu 1974 栗毛                                                                       | Literat                                                                                      | Birkhahn         | Birkhahn         |
| 母 Mosella 1985 鹿毛                                                                         | 母の父Surumu 1974 栗毛                                                                       | Literat                                                                                      | Lis              |                  |
| 母 Mosella 1985 鹿毛                                                                         | 母の父Surumu 1974 栗毛                                                                       | Surama                                                                                       | Reliance         | Reliance         |
| 母 Mosella 1985 鹿毛                                                                         | 母の父Surumu 1974 栗毛                                                                       | Surama                                                                                       | Suncourt         |                  |
| 母 Mosella 1985 鹿毛                                                                         | 母の母Monasia 1979 鹿毛                                                                      | Authi                                                                                        | Aureole          | Aureole          |
| 母 Mosella 1985 鹿毛                                                                         | 母の母Monasia 1979 鹿毛                                                                      | Authi                                                                                        | Virtuous         |                  |
| 母 Mosella 1985 鹿毛                                                                         | 母の母Monasia 1979 鹿毛                                                                      | Monacensia                                                                                   | Kaiseradler      | Kaiseradler      |
| 母 Mosella 1985 鹿毛                                                                         | 母の母Monasia 1979 鹿毛                                                                      | Monacensia                                                                                   | Motette F-No.8-a |                  |

半妹Morning Light（父Law Society）の産駒に2017年仏2000ギニー・仏ダービー勝ちのブラムトがいる。